# Droit djiboutien
Le droit djiboutien est le droit appliqué à Djibouti. Il a été constitué d'abord par des textes érigés en droit français et appliqués ou adaptés à ce territoire colonisé. Depuis l'accession du pays à l'indépendance en 1977, des textes émis par les autorités djiboutiennes modifient progressivement ce corpus.

## Sources du droit

### Traités et accords internationaux
L'article 37 de la Constitution dispose : « les traités ou accords régulièrement ratifiés ont, dès leur publication, une autorité supérieure à celle des Lois sous réserve, pour chaque accord ou traités, de son application par l'autre partie et de sa conformité avec les dispositions pertinentes du droit des Traités ».

### Législation
Le pouvoir législatif est donné à l'Assemblée nationale.
Le domaine de la loi est :
- l’organisation des pouvoirs publics ;
- la répartition des compétences entre l’État et les collectivités locales ainsi que la création d'offices d'établissements publics de sociétés ou d'entreprises nationales ;
- la jouissance et l'exercice des droits civils et civiques, de la nationalité, de l'état et la sûreté des personnes, de l'organisation de la famille, du régime de la propriété et des successions et du droit des obligations ;
- les garanties fondamentales accordées aux citoyens pour l’exercice des libertés publiques et aux sujétions imposées par la défense nationale ;
- le régime électoral ;
- les garanties fondamentales accordées aux fonctionnaires civils et militaires ;
- la détermination des crimes et délits et les peines qui leur sont applicables, à la procédure pénale, à l’amnistie, à l’organisation judiciaire, au statut des magistrats, des officiers ministériels et des professions juridiques et judiciaires et à l’organisation du régime pénitentiaire ;
- les principes généraux de l'enseignement ;
- les principes fondamentaux du droit du travail du droit syndical et de la sécurité sociale ;
- l'assiette et les taux, les modalités de recouvrement des impositions de toute nature ;
- et le régime d'émission de la monnaie du crédit des banques et des assurances.

## Règlements
L'article 58 alinéa 1 dispose que « les matières autres que celles qui sont du domaine de la loi en vertu de ladite constitution ressortissent au pouvoir réglementaire ».

## Organisation juridictionnelle
Selon l’article 1 de la loi n° 52/AN/94/3e L de 1994, le Tribunal de première instance (TPI) et la Cour d'appel ont compétence pour prendre connaissance de toutes les affaires civiles, commerciales, pénales et sociales. Ils remplacent la Cour judiciaire. Leur juridiction s'étend sur tout le territoire national.
La loi n° 8/AN/03/5e L de 2003 remplace le tribunal du charia par le tribunal du statut personnel, intégré en section du TPI.

## Sources

## Compléments